# Karfentanil

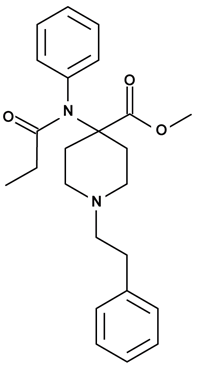
Strukturformel för karfentanil.

Karfentanil är ett smärtstillande preparat som tillhör gruppen opioider. Det är upp till 10 000 gånger starkare än morfin per viktenhet, och används för att söva stora vilda djur.
Substansen är narkotikaklassad och ingår i förteckning II i Sverige, men finns för närvarande inte upptagen i förteckningarna i internationella narkotikakonventiomer.